# LigaPro Serie A
LigaPro Serie A (ze względów sponsorskich LigaPro Ecuabet) – najwyższa klasa rozgrywkowa piłki nożnej mężczyzn w Ekwadorze. Występuje w niej szesnaście klubów, z których najlepszy zostaje mistrzem Ekwadoru.
Rozgrywki są toczone systemem ligowo-pucharowym. Roczny sezon jest podzielony na pierwszą (wiosenną) i drugą (jesienną) fazę. Zespoły, które zajęły pierwsze miejsce w tabelach pierwszej i drugiej fazy spotykają się na koniec roku w dwumeczu finałowym ligi, którego zwycięzca zdobywa tytuł mistrzowski. Co roku dwie najsłabsze drużyny z sumarycznej tabeli pierwszej i drugiej fazy spadają do drugiej ligi. Mistrz i wicemistrz Ekwadoru, a także najlepsza drużyna z sumarycznej tabeli pierwszej i drugiej fazy kwalifikują się do rozgrywek Copa Libertadores, zaś drużyny z miejsc 2–5 sumarycznej tabeli pierwszej i drugiej fazy kwalifikują się do rozgrywek Copa Sudamericana.

## Aktualny skład
|  |  | Klub                    | Miasto    | Założenie | Stadion                        | Pojemność     |
|  |  | ----------------------- | --------- | --------- | ------------------------------ | ------------- |
|  |  | Aucas                   | Quito     | 1945      | Gonzalo Pozo Ripalda           | 21 689 miejsc |
|  |  | Barcelona               | Guayaquil | 1925      | Monumental Isidro Romero Carbo | 59 283 miejsc |
|  |  | Cumbayá                 | Quito     | 1970      | Olímpico Atahualpa             | 40 958 miejsc |
|  |  | Delfín                  | Manta     | 1989      | Jocay                          | 21 000 miejsc |
|  |  | Deportivo Cuenca        | Cuenca    | 1971      | Alejandro Serrano Aguilar      | 22 830 miejsc |
|  |  | El Nacional             | Quito     | 1964      | Olímpico Atahualpa             | 40 958 miejsc |
|  |  | Emelec                  | Guayaquil | 1929      | George Capwell                 | 36 007 miejsc |
|  |  | Imbabura                | Ibarra    | 1993      | Olímpico de Ibarra             | 17 260 miejsc |
|  |  | Independiente del Valle | Sangolquí | 1958      | Banco Guayaquil                | 12 600 miejsc |
|  |  | LDU Quito               | Quito     | 1918      | Rodrigo Paz Delgado            | 55 104 miejsc |
|  |  | Libertad                | Loja      | 2017      | Federativo Reina del Cisne     | 15 281 miejsc |
|  |  | Macará                  | Ambato    | 1939      | Bellavista                     | 16 467 miejsc |
|  |  | Mushuc Runa             | Ambato    | 2003      | COAC Mushuc Runa               | 10 000 miejsc |
|  |  | Orense                  | Machala   | 2009      | 9 de Mayo                      | 16 456 miejsc |
|  |  | Técnico Universitario   | Ambato    | 1971      | Bellavista                     | 16 467 miejsc |
|  |  | Universidad Católica    | Quito     | 1963      | Olímpico Atahualpa             | 40 958 miejsc |

## Historia
W roku 1957 rozegrano pierwsze rozgrywki w ramach mistrzostw Ekwadoru (wcześniej były jedynie ligi regionalne, z których najważniejsze były dwie - stołeczna obejmująca kluby z Quito i Ambato oraz najstarsza z lig - liga Guayaquil). Mistrzostwa Ekwadoru rozgrywane są co roku - jedynie w latach 1958 i 1959 nie zostały rozegrane. W roku 2005 rozegrano mistrzostwa dwa razy (turnieje Apertura i Clausura), jednak w 2006 roku powrócono do poprzedniej formuły - czyli w jednym sezonie jeden mistrz.
Campeonato Ecuatoriano podzielony został na różne ligi, przy czym dwie pierwsze zwane są Serie A i Serie B. Dwa najlepsze kluby z niższej ligi awansują do ligi wyższej, a dwa najgorsze kluby spadają do ligi niższej. Na przykład mistrz i wicemistrz Serie B awansują do Serie A. Najlepsze dwa lub trzy kluby Serie A kwalifikują się do Copa Libertadores.
Od roku 2003 Campeonato Ecuatoriano de Fútbol sponsorowany jest przez dwie firmy piwowarskie - Cervecería Andina (CA) z Quito i Compañía de Cervezas Nacionales (CCN) z Guayaquil. Właścicielem obu tych firm jest kolumbijska kompania piwowarska Grupo Empresarial Bavaria, którą w 2005 roku nabył drugi pod względem wielkości koncern browarniczy świata - SABMiller. Z tego powodu mistrzostwa Ekwadoru (Campeonato Ecuatoriano) oraz puchar, który otrzymuje mistrz znane są pod nazwą Copa Pilsener (piwo Pilsener jest najczęściej spotykaną marką piwa w Ekwadorze). Firmy CA i CCN sponsorują także wiele klubów ekwadorskich oraz narodową reprezentację Ekwadoru.
W roku 2005 mistrzostwa Ekwadoru podzielone zostały na dwa turnieje - Torneo Apertura (turniej otwarcia) i Torneo Clausura (turniej zamknięcia). Pierwszym zwycięzcą Torneo Apertura w roku 2005 został klub Liga Deportiva Universitaria z Quito.

## Triumfatorzy
| 1957          | Emelec (1)                  | brak                       | Barcelona                  | Simón Cañarte              | Barcelona                  | 4                          | Eduardo Spandre            | Emelec                     |                            |
| 1958          | nie rozgrywano (1958–1959)  | nie rozgrywano (1958–1959) | nie rozgrywano (1958–1959) | nie rozgrywano (1958–1959) | nie rozgrywano (1958–1959) | nie rozgrywano (1958–1959) | nie rozgrywano (1958–1959) | nie rozgrywano (1958–1959) | nie rozgrywano (1958–1959) |
| 1959          | nie rozgrywano (1958–1959)  | nie rozgrywano (1958–1959) | nie rozgrywano (1958–1959) | nie rozgrywano (1958–1959) | nie rozgrywano (1958–1959) | nie rozgrywano (1958–1959) | nie rozgrywano (1958–1959) | nie rozgrywano (1958–1959) | nie rozgrywano (1958–1959) |
| 1960          | Barcelona (1)               | brak                       | Emelec                     | Enrique Cantos             | Barcelona                  | 8                          | Julio Kellman              | Barcelona                  |                            |
| 1961          | Emelec (2)                  | brak                       | Patria                     | Galo Pinto                 | Everest                    | 14                         | Mariano Larraz             | Emelec                     |                            |
| 1962          | Everest (1)                 | brak                       | Barcelona                  | Íris Lopes                 | Barcelona                  | 9                          | Mariano Larraz (2)         | Everest                    |                            |
| 1963          | Barcelona (2)               | brak                       | Emelec                     | Édison Paucar              | Deportivo Quito            | 5                          | Francisco de Souza         | Barcelona                  |                            |
| 1963          | Barcelona (2)               | brak                       | Emelec                     | Carlos Alberto Raffo       | Emelec                     | 5                          | Francisco de Souza         | Barcelona                  |                            |
| 1964          | Deportivo Quito (1)         | brak                       | El Nacional                | Jorge Valencia             | América Manta              | 8                          | Efraín Ruales              | Deportivo Quito            |                            |
| 1965          | Emelec (3)                  | brak                       | 9 de Octubre               | Hélio Cruz                 | Barcelona                  | 8                          | Fernando Paternoster       | Emelec                     |                            |
| 1966          | Barcelona (3)               | brak                       | Emelec                     | Pio Coutinho               | LDU Quito                  | 13                         | Pablo Ansaldo              | Barcelona                  |                            |
| 1967          | El Nacional (1)             | brak                       | Emelec                     | Tom Rodríguez              | El Nacional                | 16                         | Vessillo Bartoli           | El Nacional                |                            |
| 1968          | Deportivo Quito (2)         | brak                       | Barcelona                  | Víctor Manuel Battaini     | Deportivo Quito            | 19                         | Ernesto Guerra             | Deportivo Quito            |                            |
| 1969          | LDU Quito (1)               | brak                       | América Quito              | Francisco Bertocchi        | LDU Quito                  | 26                         | José Gomes Nogueira        | LDU Quito                  |                            |
| 1970          | Barcelona (4)               | brak                       | Emelec                     | Rómulo Dudar               | Macará                     | 19                         | Otto Vieira                | Barcelona                  |                            |
| 1971          | Barcelona (5)               | brak                       | América Quito              | Alfonso Obregón            | LDU Portoviejo             | 18                         | Otto Vieira (2)            | Barcelona                  |                            |
| 1972          | Emelec (4)                  | brak                       | El Nacional                | Nelsinho                   | Barcelona                  | 15                         | Jorge Lazo                 | Emelec                     |                            |
| 1973          | El Nacional (2)             | 2–0                        | Universidad Católica       | Ángel Marín                | América Quito              | 18                         | Héctor Morales             | El Nacional                |                            |
| 1973          | El Nacional (2)             | 3–3                        | Universidad Católica       | Ángel Marín                | América Quito              | 18                         | Héctor Morales             | El Nacional                |                            |
| 1974          | LDU Quito (2)               | 2–1                        | El Nacional                | Ángel Liciardi             | Deportivo Cuenca           | 19                         | Leonel Montoya             | LDU Quito                  |                            |
| 1974          | LDU Quito (2)               | 0–0                        | El Nacional                | Ángel Liciardi             | Deportivo Cuenca           | 19                         | Leonel Montoya             | LDU Quito                  |                            |
| 1975          | LDU Quito (3)               | brak                       | Deportivo Cuenca           | Ángel Liciardi (2)         | Deportivo Cuenca           | 36                         | Leonel Montoya (2)         | LDU Quito                  |                            |
| 1976          | El Nacional (3)             | brak                       | Deportivo Cuenca           | Ángel Liciardi (3)         | Deportivo Cuenca           | 35                         | Ernesto Guerra (2)         | El Nacional                |                            |
| 1977          | El Nacional (4)             | brak                       | LDU Quito                  | Fabián Paz y Miño          | El Nacional                | 27                         | Héctor Morales (2)         | El Nacional                |                            |
| 1978          | El Nacional (5)             | brak                       | Técnico Universitario      | Juan José Pérez            | LDU Portoviejo             | 25                         | Héctor Morales (3)         | El Nacional                |                            |
| 1979          | Emelec (5)                  | brak                       | Universidad Católica       | Carlos Miori               | Emelec                     | 26                         | Eduardo García             | Emelec                     |                            |
| 1980          | Barcelona (6)               | 1–4                        | Técnico Universitario      | Miguel Gutiérrez           | América Quito              | 26                         | Otto Vieira (3)            | Barcelona                  |                            |
| 1980          | Barcelona (6)               | 3–0                        | Técnico Universitario      | Miguel Gutiérrez           | América Quito              | 26                         | Otto Vieira (3)            | Barcelona                  |                            |
| 1980          | Barcelona (6)               | 3–0                        | Técnico Universitario      | Miguel Gutiérrez           | América Quito              | 26                         | Otto Vieira (3)            | Barcelona                  |                            |
| 1981          | Barcelona (7)               | brak                       | LDU Quito                  | Paulo César                | LDU Quito                  | 25                         | Héctor Morales (4)         | Barcelona                  |                            |
| 1982          | El Nacional (6)             | 2–4                        | Barcelona                  | José Villafuerte           | El Nacional                | 25                         | Ernesto Guerra (3)         | El Nacional                |                            |
| 1982          | El Nacional (6)             | 3–0                        | Barcelona                  | José Villafuerte           | El Nacional                | 25                         | Ernesto Guerra (3)         | El Nacional                |                            |
| 1982          | El Nacional (6)             | 3–0                        | Barcelona                  | José Villafuerte           | El Nacional                | 25                         | Ernesto Guerra (3)         | El Nacional                |                            |
| 1983          | El Nacional (7)             | brak                       | 9 de Octubre               | Paulo César (2)            | Barcelona                  | 28                         | Roberto Abrussezze         | El Nacional                |                            |
| 1984          | El Nacional (8)             | brak                       | 9 de Octubre               | Sergio Saucedo             | Deportivo Quito            | 25                         | Roberto Abrussezze (2)     | El Nacional                |                            |
| 1985          | Barcelona (8)               | brak                       | Deportivo Quito            | Guga                       | Esmeraldas Petrolero       | 24                         | Luis Santibáñez            | Barcelona                  |                            |
| 1985          | Barcelona (8)               | brak                       | Deportivo Quito            | Juan Carlos de Lima        | Universidad Católica       | 24                         | Luis Santibáñez            | Barcelona                  |                            |
| 1986          | El Nacional (9)             | brak                       | Barcelona                  | Juan Carlos de Lima (2)    | Deportivo Quito            | 23                         | Roberto Abrussezze (3)     | El Nacional                |                            |
| 1987          | Barcelona (9)               | brak                       | Filanbanco                 | Ermen Benítez              | El Nacional                | 23                         | Roque Máspoli              | Barcelona                  |                            |
| 1987          | Barcelona (9)               | brak                       | Filanbanco                 | Hamilton Cuvi              | Filanbanco                 | 23                         | Roque Máspoli              | Barcelona                  |                            |
| 1987          | Barcelona (9)               | brak                       | Filanbanco                 | Waldemar Victorino         | LDU Portoviejo             | 23                         | Roque Máspoli              | Barcelona                  |                            |
| 1988          | Emelec (6)                  | 3–0                        | Deportivo Quito            | Janio Pinto                | LDU Quito                  | 19                         | Juan Ramón Silva           | Emelec                     |                            |
| 1988          | Emelec (6)                  | 1–1                        | Deportivo Quito            | Janio Pinto                | LDU Quito                  | 19                         | Juan Ramón Silva           | Emelec                     |                            |
| 1989          | Barcelona (10)              | brak                       | Emelec                     | Ermen Benítez (2)          | El Nacional                | 23                         | Miguel Ángel Brindisi      | Barcelona                  |                            |
| 1990          | LDU Quito (4)               | brak                       | Barcelona                  | Ermen Benítez (3)          | El Nacional                | 28                         | Polo Carrera               | LDU Quito                  |                            |
| 1991          | Barcelona (11)              | brak                       | Valdez                     | Pedro Varela               | Delfín                     | 24                         | Jorge Habegger             | Barcelona                  |                            |
| 1992          | El Nacional (10)            | 2–1                        | Barcelona                  | Carlos Muñoz               | Barcelona                  | 19                         | Ernesto Guerra (4)         | El Nacional                |                            |
| 1992          | El Nacional (10)            | 1–1                        | Barcelona                  | Carlos Muñoz               | Barcelona                  | 19                         | Ernesto Guerra (4)         | El Nacional                |                            |
| 1993          | Emelec (7)                  | brak                       | Barcelona                  | Diego Herrera              | LDU Quito                  | 18                         | Salvador Capitano          | Emelec                     |                            |
| 1994          | Emelec (8)                  | brak                       | El Nacional                | Manuel Uquillas            | Espoli                     | 25                         | Carlos Torres Garcés       | Emelec                     |                            |
| 1995          | Barcelona (12)              | 2–0                        | Espoli                     | Manuel Uquillas (2)        | Barcelona                  | 24                         | Salvador Capitano (2)      | Barcelona                  |                            |
| 1995          | Barcelona (12)              | 1–0                        | Espoli                     | Manuel Uquillas (2)        | Barcelona                  | 24                         | Salvador Capitano (2)      | Barcelona                  |                            |
| 1996          | El Nacional (11)            | 2–1                        | Emelec                     | Ariel Graziani             | Emelec                     | 29                         | Paulo Massa                | El Nacional                |                            |
| 1996          | El Nacional (11)            | 2–0                        | Emelec                     | Ariel Graziani             | Emelec                     | 29                         | Paulo Massa                | El Nacional                |                            |
| 1997          | Barcelona (13)              | brak                       | Deportivo Quito            | Ariel Graziani (2)         | Emelec                     | 24                         | Rubén Darío Insúa          | Barcelona                  |                            |
| 1998          | LDU Quito (5)               | 0–1                        | Emelec                     | Iván Kaviedes              | Emelec                     | 43                         | Paulo Massa (2)            | LDU Quito                  |                            |
| 1998          | LDU Quito (5)               | 7–0                        | Emelec                     | Iván Kaviedes              | Emelec                     | 43                         | Paulo Massa (2)            | LDU Quito                  |                            |
| 1999          | LDU Quito (6)               | 1–0                        | El Nacional                | Cristian Botero            | Macará                     | 25                         | Manuel Pellegrini          | LDU Quito                  |                            |
| 1999          | LDU Quito (6)               | 3–1                        | El Nacional                | Cristian Botero            | Macará                     | 25                         | Manuel Pellegrini          | LDU Quito                  |                            |
| 2000          | Olmedo (1)                  | brak                       | El Nacional                | Alejandro Kenig            | Emelec                     | 25                         | Julio Asad                 | Olmedo                     |                            |
| 2001          | Emelec (9)                  | brak                       | El Nacional                | Carlos Alberto Juárez      | Emelec                     | 17                         | Carlos Sevilla             | Emelec                     |                            |
| 2002          | Emelec (10)                 | brak                       | Barcelona                  | Cristian Carnero           | Deportivo Quito            | 26                         | Rodolfo Motta              | Emelec                     |                            |
| 2003          | LDU Quito (7)               | brak                       | Barcelona                  | Ariel Graziani (3)         | Barcelona                  | 23                         | Jorge Fossati              | LDU Quito                  |                            |
| 2004          | Deportivo Cuenca (1)        | brak                       | Olmedo                     | Ebelio Ordóñez             | El Nacional                | 28                         | Julio Asad (2)             | Deportivo Cuenca           |                            |
| Apertura 2005 | LDU Quito (8)               | 0–1                        | Barcelona                  | Wilson Segura              | LDU Loja                   | 21                         | Juan Carlos Oblitas        | LDU Quito                  |                            |
| Apertura 2005 | LDU Quito (8)               | 3–0                        | Barcelona                  | Wilson Segura              | LDU Loja                   | 21                         | Juan Carlos Oblitas        | LDU Quito                  |                            |
| Clausura 2005 | El Nacional (12)            | brak                       | Deportivo Cuenca           | Omar Guerra                | Aucas                      | 17                         | Ever Hugo Almeida          | El Nacional                |                            |
| 2006          | El Nacional (13)            | brak                       | Emelec                     | Luis Miguel Escalada       | Emelec                     | 29                         | Ever Hugo Almeida (2)      | El Nacional                |                            |
| 2007          | LDU Quito (9)               | brak                       | Deportivo Cuenca           | Juan Carlos Ferreyra       | Deportivo Cuenca           | 17                         | Edgardo Bauza              | LDU Quito                  |                            |
| 2008          | Deportivo Quito (3)         | brak                       | LDU Quito                  | Pablo Palacios             | Barcelona                  | 20                         | Carlos Sevilla (2)         | Deportivo Quito            |                            |
| 2009          | Deportivo Quito (4)         | 1–1                        | Deportivo Cuenca           | Claudio Bieler             | LDU Quito                  | 22                         | Rubén Darío Insúa (2)      | Deportivo Quito            |                            |
| 2009          | Deportivo Quito (4)         | 3–2                        | Deportivo Cuenca           | Claudio Bieler             | LDU Quito                  | 22                         | Rubén Darío Insúa (2)      | Deportivo Quito            |                            |
| 2010          | LDU Quito (10)              | 2–0                        | Emelec                     | Jaime Ayoví                | Emelec                     | 23                         | Edgardo Bauza (2)          | LDU Quito                  |                            |
| 2010          | LDU Quito (10)              | 0–1                        | Emelec                     | Jaime Ayoví                | Emelec                     | 23                         | Edgardo Bauza (2)          | LDU Quito                  |                            |
| 2011          | Deportivo Quito (5)         | 1–0                        | Emelec                     | Narciso Mina               | Independiente del Valle    | 28                         | Carlos Ischia              | Deportivo Quito            |                            |
| 2011          | Deportivo Quito (5)         | 1–0                        | Emelec                     | Narciso Mina               | Independiente del Valle    | 28                         | Carlos Ischia              | Deportivo Quito            |                            |
| 2012          | Barcelona (14)              | brak                       | Emelec                     | Narciso Mina (2)           | Barcelona                  | 30                         | Gustavo Costas             | Barcelona                  |                            |
| 2013          | Emelec (11)                 | brak                       | Independiente del Valle    | Federico Nieto             | Deportivo Quito            | 29                         | Gustavo Quinteros          | Emelec                     |                            |
| 2014          | Emelec (12)                 | 1–1                        | Barcelona                  | Armando Wila               | Universidad Católica       | 20                         | Gustavo Quinteros (2)      | Emelec                     |                            |
| 2014          | Emelec (12)                 | 3–0                        | Barcelona                  | Armando Wila               | Universidad Católica       | 20                         | Gustavo Quinteros (2)      | Emelec                     |                            |
| 2015          | Emelec (13)                 | 3–1                        | LDU Quito                  | Miller Bolaños             | Emelec                     | 25                         | Omar De Felippe            | Emelec                     |                            |
| 2015          | Emelec (13)                 | 0–0                        | LDU Quito                  | Miller Bolaños             | Emelec                     | 25                         | Omar De Felippe            | Emelec                     |                            |
| 2016          | Barcelona (15)              | brak                       | Emelec                     | Maximiliano Barreiro       | Delfín                     | 26                         | Guillermo Almada           | Barcelona                  |                            |
| 2017          | Emelec (14)                 | 4–2                        | Delfín                     | Hernán Barcos              | LDU Quito                  | 23                         | Alfredo Arias              | Emelec                     |                            |
| 2017          | Emelec (14)                 | 2–0                        | Delfín                     | Hernán Barcos              | LDU Quito                  | 23                         | Alfredo Arias              | Emelec                     |                            |
| 2018          | LDU Quito (11)              | 1–1                        | Emelec                     | Jhon Cifuente              | Universidad Católica       | 37                         | Pablo Repetto              | LDU Quito                  |                            |
| 2018          | LDU Quito (11)              | 1–0                        | Emelec                     | Jhon Cifuente              | Universidad Católica       | 37                         | Pablo Repetto              | LDU Quito                  |                            |
| 2019          | Delfín (1)                  | 0–0                        | LDU Quito                  | Luis Amarilla              | Universidad Católica       | 19                         | Fabián Bustos              | Delfín                     |                            |
| 2019          | Delfín (1)                  | 0–0 (2–1 k)                | LDU Quito                  | Luis Amarilla              | Universidad Católica       | 19                         | Fabián Bustos              | Delfín                     |                            |
| 2020          | Barcelona (16)              | 1–1                        | LDU Quito                  | Cristian Martínez          | LDU Quito                  | 24                         | Fabián Bustos (2)          | Barcelona                  |                            |
| 2020          | Barcelona (16)              | 0–0 (3–1 k)                | LDU Quito                  | Cristian Martínez          | LDU Quito                  | 24                         | Fabián Bustos (2)          | Barcelona                  |                            |
| 2021          | Independiente del Valle (1) | 3–1                        | Emelec                     | Jonathan Bauman            | Mushuc Runa                | 26                         | Renato Paiva               | Independiente del Valle    |                            |
| 2021          | Independiente del Valle (1) | 1–1                        | Emelec                     | Jonathan Bauman            | Independiente del Valle    | 26                         | Renato Paiva               | Independiente del Valle    |                            |
| 2022          | Aucas (1)                   | 1–0                        | Barcelona                  | Francisco Fydriszewski     | Aucas                      | 15                         | César Farías               | Aucas                      |                            |
| 2022          | Aucas (1)                   | 0–0                        | Barcelona                  | Francisco Fydriszewski     | Aucas                      | 15                         | César Farías               | Aucas                      |                            |
| 2023          | LDU Quito (12)              | 0–0                        | Independiente del Valle    | Miguel Parrales            | Guayaquil City             | 16                         | Luis Zubeldía              | LDU Quito                  |                            |
| 2023          | LDU Quito (12)              | 1–1 (3–0 k)                | Independiente del Valle    | Miguel Parrales            | Guayaquil City             | 16                         | Luis Zubeldía              | LDU Quito                  |                            |
| 2024          | LDU Quito (13)              | 3–0                        | Independiente del Valle    | Álex Arce                  | LDU Quito                  | 28                         | Pablo Sánchez              | LDU Quito                  |                            |
| 2024          | LDU Quito (13)              | 1–0                        | Independiente del Valle    | Álex Arce                  | LDU Quito                  | 28                         | Pablo Sánchez              | LDU Quito                  |                            |

- pd – po dogrywce
- k – seria rzutów karnych

W kolumnie „mistrz” w nawiasie podano, który w swojej historii tytuł mistrzowski zdobył dany klub.

W kolumnie „zawodnik” w nawiasie podano, który w swojej karierze tytuł króla strzelców zdobył piłkarz.

W kolumnie „trener” w nawiasie podano, który w swojej karierze tytuł mistrza zdobył trener.

## Klasyfikacja medalowa
| #   | Klub                    | Tytuły | Tytuły |                    | Tytuły (lata)      | Tytuły (lata)      | Tytuły (lata)      | Tytuły (lata)      | Tytuły (lata)      | Tytuły (lata)      | Tytuły (lata)      | Tytuły (lata)      | Tytuły (lata)      | Tytuły (lata)          | Tytuły (lata)          | Tytuły (lata)          | Tytuły (lata)          | Tytuły (lata)          | Tytuły (lata)          | Tytuły (lata)          | Tytuły (lata)          | Tytuły (lata)          | Tytuły (lata)          | Tytuły (lata) |
| #   | Klub                    |        |        | Mistrzostwa (lata) | Mistrzostwa (lata) | Mistrzostwa (lata) | Mistrzostwa (lata) | Mistrzostwa (lata) | Mistrzostwa (lata) | Mistrzostwa (lata) | Mistrzostwa (lata) | Mistrzostwa (lata) | Mistrzostwa (lata) | Wicemistrzostwa (lata) | Wicemistrzostwa (lata) | Wicemistrzostwa (lata) | Wicemistrzostwa (lata) | Wicemistrzostwa (lata) | Wicemistrzostwa (lata) | Wicemistrzostwa (lata) | Wicemistrzostwa (lata) | Wicemistrzostwa (lata) | Wicemistrzostwa (lata) |               |
| --- | ----------------------- | ------ | ------ | ------------------ | ------------------ | ------------------ | ------------------ | ------------------ | ------------------ | ------------------ | ------------------ | ------------------ | ------------------ | ---------------------- | ---------------------- | ---------------------- | ---------------------- | ---------------------- | ---------------------- | ---------------------- | ---------------------- | ---------------------- | ---------------------- | ------------- |
| 1.  | Barcelona               | 16     | 13     | 1960               | 1963               | 1966               | 1970               | 1971               | 1980               | 1981               | 1985               | 1987               | 1989               | 1957                   | 1962                   | 1968                   | 1982                   | 1985                   | 1990                   | 1992                   | 1993                   | 2002                   | 2003                   |               |
| 1.  | Barcelona               | 16     | 13     | 1991               | 1995               | 1997               | 2012               | 2016               | 2020               |                    |                    |                    |                    | A2005                  | 2014                   | 2022                   |                        |                        |                        |                        |                        |                        |                        |               |
|     |                         |        |        |                    |                    |                    |                    |                    |                    |                    |                    |                    |                    |                        |                        |                        |                        |                        |                        |                        |                        |                        |                        |               |
| 2.  | Emelec                  | 14     | 15     | 1957               | 1961               | 1965               | 1972               | 1979               | 1988               | 1993               | 1994               | 2001               | 2002               | 1960                   | 1963                   | 1966                   | 1967                   | 1970                   | 1989                   | 1996                   | 1998                   | 2006                   | 2010                   |               |
| 2.  | Emelec                  | 14     | 15     | 2013               | 2014               | 2015               | 2017               |                    |                    |                    |                    |                    |                    | 2011                   | 2012                   | 2016                   | 2018                   | 2021                   |                        |                        |                        |                        |                        |               |
|     |                         |        |        |                    |                    |                    |                    |                    |                    |                    |                    |                    |                    |                        |                        |                        |                        |                        |                        |                        |                        |                        |                        |               |
| 3.  | El Nacional             | 13     | 7      | 1967               | 1973               | 1976               | 1977               | 1978               | 1982               | 1983               | 1984               | 1986               | 1992               | 1964                   | 1972                   | 1974                   | 1994                   | 1999                   | 2000                   | 2001                   |                        |                        |                        |               |
| 3.  | El Nacional             | 13     | 7      | 1996               | C2005              | 2006               |                    |                    |                    |                    |                    |                    |                    |                        |                        |                        |                        |                        |                        |                        |                        |                        |                        |               |
|     |                         |        |        |                    |                    |                    |                    |                    |                    |                    |                    |                    |                    |                        |                        |                        |                        |                        |                        |                        |                        |                        |                        |               |
| 4.  | LDU Quito               | 13     | 6      | 1969               | 1974               | 1975               | 1990               | 1998               | 1999               | 2003               | A2005              | 2007               | 2010               | 1977                   | 1981                   | 2008                   | 2015                   | 2019                   | 2020                   |                        |                        |                        |                        |               |
| 4.  | LDU Quito               | 13     | 6      | 2018               | 2023               | 2024               |                    |                    |                    |                    |                    |                    |                    |                        |                        |                        |                        |                        |                        |                        |                        |                        |                        |               |
|     |                         |        |        |                    |                    |                    |                    |                    |                    |                    |                    |                    |                    |                        |                        |                        |                        |                        |                        |                        |                        |                        |                        |               |
| 5.  | Deportivo Quito         | 5      | 3      | 1964               | 1968               | 2008               | 2009               | 2011               |                    |                    |                    |                    |                    | 1985                   | 1988                   | 1997                   |                        |                        |                        |                        |                        |                        |                        |               |
|     |                         |        |        |                    |                    |                    |                    |                    |                    |                    |                    |                    |                    |                        |                        |                        |                        |                        |                        |                        |                        |                        |                        |               |
| 6.  | Deportivo Cuenca        | 1      | 5      | 2004               |                    |                    |                    |                    |                    |                    |                    |                    |                    | 1975                   | 1976                   | C2005                  | 2007                   | 2009                   |                        |                        |                        |                        |                        |               |
|     |                         |        |        |                    |                    |                    |                    |                    |                    |                    |                    |                    |                    |                        |                        |                        |                        |                        |                        |                        |                        |                        |                        |               |
| 7.  | Independiente del Valle | 1      | 3      | 2021               |                    |                    |                    |                    |                    |                    |                    |                    |                    | 2013                   | 2023                   | 2024                   |                        |                        |                        |                        |                        |                        |                        |               |
|     |                         |        |        |                    |                    |                    |                    |                    |                    |                    |                    |                    |                    |                        |                        |                        |                        |                        |                        |                        |                        |                        |                        |               |
| 8.  | Olmedo                  | 1      | 1      | 2000               |                    |                    |                    |                    |                    |                    |                    |                    |                    | 2004                   |                        |                        |                        |                        |                        |                        |                        |                        |                        |               |
| 8.  |                         |        |        |                    |                    |                    |                    |                    |                    |                    |                    |                    |                    |                        |                        |                        |                        |                        |                        |                        |                        |                        |                        |               |
| 8.  | Delfín                  | 1      | 1      | 2019               |                    |                    |                    |                    |                    |                    |                    |                    |                    | 2017                   |                        |                        |                        |                        |                        |                        |                        |                        |                        |               |
|     |                         |        |        |                    |                    |                    |                    |                    |                    |                    |                    |                    |                    |                        |                        |                        |                        |                        |                        |                        |                        |                        |                        |               |
| 10. | Everest                 | 1      | 0      | 1962               |                    |                    |                    |                    |                    |                    |                    |                    |                    |                        |                        |                        |                        |                        |                        |                        |                        |                        |                        |               |
| 10. |                         |        |        |                    |                    |                    |                    |                    |                    |                    |                    |                    |                    |                        |                        |                        |                        |                        |                        |                        |                        |                        |                        |               |
| 10. | Aucas                   | 1      | 0      | 2022               |                    |                    |                    |                    |                    |                    |                    |                    |                    |                        |                        |                        |                        |                        |                        |                        |                        |                        |                        |               |
|     |                         |        |        |                    |                    |                    |                    |                    |                    |                    |                    |                    |                    |                        |                        |                        |                        |                        |                        |                        |                        |                        |                        |               |
| 12. | 9 de Octubre            | 0      | 3      |                    |                    |                    |                    |                    |                    |                    |                    |                    |                    | 1965                   | 1983                   | 1984                   |                        |                        |                        |                        |                        |                        |                        |               |
|     |                         |        |        |                    |                    |                    |                    |                    |                    |                    |                    |                    |                    |                        |                        |                        |                        |                        |                        |                        |                        |                        |                        |               |
| 13. | América Quito           | 0      | 2      |                    |                    |                    |                    |                    |                    |                    |                    |                    |                    | 1969                   | 1971                   |                        |                        |                        |                        |                        |                        |                        |                        |               |
| 13. |                         |        |        |                    |                    |                    |                    |                    |                    |                    |                    |                    |                    |                        |                        |                        |                        |                        |                        |                        |                        |                        |                        |               |
| 13. | Técnico Universitario   | 0      | 2      |                    |                    |                    |                    |                    |                    |                    |                    |                    |                    | 1978                   | 1980                   |                        |                        |                        |                        |                        |                        |                        |                        |               |
| 13. |                         |        |        |                    |                    |                    |                    |                    |                    |                    |                    |                    |                    |                        |                        |                        |                        |                        |                        |                        |                        |                        |                        |               |
| 13. | Universidad Católica    | 0      | 2      |                    |                    |                    |                    |                    |                    |                    |                    |                    |                    | 1973                   | 1979                   |                        |                        |                        |                        |                        |                        |                        |                        |               |
|     |                         |        |        |                    |                    |                    |                    |                    |                    |                    |                    |                    |                    |                        |                        |                        |                        |                        |                        |                        |                        |                        |                        |               |
| 16. | Patria                  | 0      | 1      |                    |                    |                    |                    |                    |                    |                    |                    |                    |                    | 1961                   |                        |                        |                        |                        |                        |                        |                        |                        |                        |               |
| 16. |                         |        |        |                    |                    |                    |                    |                    |                    |                    |                    |                    |                    |                        |                        |                        |                        |                        |                        |                        |                        |                        |                        |               |
| 16. | Filanbanco              | 0      | 1      |                    |                    |                    |                    |                    |                    |                    |                    |                    |                    | 1987                   |                        |                        |                        |                        |                        |                        |                        |                        |                        |               |
| 16. |                         |        |        |                    |                    |                    |                    |                    |                    |                    |                    |                    |                    |                        |                        |                        |                        |                        |                        |                        |                        |                        |                        |               |
| 16. | Valdez                  | 0      | 1      |                    |                    |                    |                    |                    |                    |                    |                    |                    |                    | 1991                   |                        |                        |                        |                        |                        |                        |                        |                        |                        |               |
| 16. |                         |        |        |                    |                    |                    |                    |                    |                    |                    |                    |                    |                    |                        |                        |                        |                        |                        |                        |                        |                        |                        |                        |               |
| 16. | Espoli                  | 0      | 1      |                    |                    |                    |                    |                    |                    |                    |                    |                    |                    | 1995                   |                        |                        |                        |                        |                        |                        |                        |                        |                        |               |

Pogrubioną czcionką zaznaczono kluby, które aktualnie występują w lidze.